# Adam Ant
Adam Ant é o nome artístico de Stuart Leslie Goddard (Londres, 3 de novembro de 1954), líder e vocalista da banda Adam and the Ants. Embora tenha começado a tocar música punk, ele foi aos poucos mudando seu estilo em direção à imagem de um astro pop. Assim como David Bowie, Madonna e outros célebres camaleões da música, Adam era notório por reinventar sua imagem a cada disco novo.
Indubitavelmente o ponto alto da carreira de Ant foi no começo dos anos 80 com sua banda. Ajudou muito o surgimento da MTV, que deu a ele o veículo ideal para transmitir sua mensagem às massas—o videoclipe.
Até 1985 Adam ainda tinha apelo suficiente na mídia, inclusive participando do concerto beneficente Live Aid, onde, ao invés de tocar seus maiores sucessos ele escolheu as músicas do seu recém-lançado álbum solo. Não adiantou muito, e foi o começo do declínio de sua carreira. Foi então que Adam passou a atuar em filmes e séries de TV.
No final dos anos 90, aproveitando a onda de nostalgia em relação aos anos 80, Adam retomou sua carreira, obtendo sucesso relativo (principalmente entre seus antigos fãs).
No começo de 2002 Adam se envolveu em uma briga em um pub na Inglaterra, que lhe rendeu um processo. Foi então revelado que ele era maníaco depressivo. Desde este incidente ele voltou a ser notícia, com rumores sobre seu estado de saúde e prováveis projetos musicais.

## Discografia
Com o Adam and the Ants
- Dirk Wears White Sox (1979)
- Kings of the Wild Frontier (1980)
- Prince Charming (1981)

Álbuns solo
- Friend or Foe (1982)
- Strip (1983)
- Vive Le Rock (1985)
- Manners and Physique (1990)
- Persuasion (1991 - gravado mas não lançado)
- B-Side Babies (1994)
- Wonderful (1995)
- Adam Ant Is the Blueblack Hussar in Marrying the Gunner's Daughter (2013)

### Videografia
- Prince Charming Revue (show - 1981)
- Antics in the Forbidden Zone (videoclipes - 1990)
- Live in Tokyo (show - 1994)
- Antvideo (videoclipes - 2001)